# Black Books
Black Books är en brittisk komediserie. Den har tidigare gått på SVT under titeln Böcker. Första säsongen visades ursprungligen 2000, den andra 2002 och den tredje 2004. 

## Handling
Handlingen kretsar kring Bernard (Dylan Moran), Manny (Bill Bailey) och Fran (Tamsin Greig). Bernard äger en liten bokhandel där Manny jobbar medan Fran äger en affär vägg i vägg. 
Bernard är en misantrop och är i varje avsnitt mer eller mindre berusad. Han avskyr sina kunder och är helt ointresserad av att sälja några böcker överhuvudtaget; han vägrar att göra något annat än att röka, dricka och läsa. Fran och Manny gör otaliga försök att få honom att komma ut från affären och umgås med andra människor, med kaosartade resultat. 
I ett avsnitt lyckas Manny sälja ut nästan hela affären, vilket resulterar i att Bernard blir rasande eftersom han då måste beställa nya böcker.

## Om serien
Serien är surrealistisk och okonventionell och innehåller många egensinniga ordlekar. Ett återkommande tema består i den lilla svarta tavlan med regler för affären som sitter på väggen. Dessa regler ändras från avsnitt till avsnitt och i ett avsnitt står det enbart "DON'T". 

## Avsnitt
| Säsong | Säsong | Avsnitt | Sändes            | Sändes          | DVD-utsläppsdatum | DVD-utsläppsdatum |
| Säsong | Säsong | Avsnitt | Säsongspremiär    | Säsongsslut     | Region 1          | Region 2          |
| ------ | ------ | ------- | ----------------- | --------------- | ----------------- | ----------------- |
|        | 1      | 6       | 29 september 2000 | 3 november 2000 | 10 januari 2006   | 13 juni 2006      |
|        | 2      | 6       | 1 mars 2002       | 5 april 2002    | 14 november 2006  | 13 juni 2006      |
|        | 3      | 6       | 11 mars 2004      | 15 april 2004   | 13 november 2007  | 13 juni 2006      |